# Rzeczywistość mieszana
Rzeczywistość mieszana (MR) to połączenie świata rzeczywistego i wirtualnego w celu tworzenia nowych środowisk i wizualizacji, w których obiekty fizyczne i cyfrowe współistnieją i oddziałują w czasie rzeczywistym. Rzeczywistość mieszana nie odbywa się wyłącznie w świecie fizycznym lub wirtualnym, ale jest hybrydą rzeczywistości i rzeczywistości wirtualnej, obejmując zarówno rzeczywistość wirtualną, jak i rzeczywistość rozszerzoną.